# Joseph R. Burton

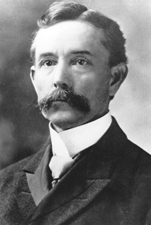
Joseph R. Burton

Joseph Ralph Burton (* 16. November 1852 bei Mitchell, Lawrence County, Indiana; † 27. Februar 1923 in Los Angeles, Kalifornien) war ein US-amerikanischer Politiker. Zwischen 1901 und 1906 vertrat er den Bundesstaat Kansas im US-Senat.

## Werdegang
Joseph Burton besuchte die öffentlichen Schulen seiner Heimat, das Franklin College und die DePauw University in Greencastle. Nach einem anschließenden Jurastudium und seiner im Jahr 1875 erfolgten Zulassung als Rechtsanwalt begann er in Princeton (Indiana) in seinem neuen Beruf zu arbeiten. Im Jahr 1878 zog er nach Abilene im Bundesstaat Kansas. Politisch schloss er sich der Republikanischen Partei an. Zwischen 1882 und 1886 saß er im Staatsrepräsentantenhaus. Bei der Weltausstellung des Jahres 1893 in Chicago repräsentierte er seinen Staat im Organisationskomitee. Im Jahr 1895 scheiterte er an nur einer Stimme in den Vorwahlen seiner Partei für den US-Senat.
Sechs Jahre später setzte er sich dann zuerst in den Vorwahlen gegen den damals siegreichen Lucien Baker und dann auch bei der eigentlichen Wahl durch. Am 3. März 1901 konnte er sein neues Mandat als Class-2-Kategorie Senator in Washington, D.C. antreten. Schon bald geriet er unter Korruptionsverdacht. Am 23. Januar 1904 wurde er einem Bundesgericht in St. Louis schuldig gesprochen. Er erhielt eine Geldstrafe und wurde zudem zu sechs Monaten Gefängnis verurteilt. Nachdem eine Berufungsverhandlung zu dem gleichen Urteil geführt hatte, musste er am 4. Juni 1906 sein Mandat im US-Senat niederlegen. Bis dahin war er Vorsitzender des Ausschusses für Forst und Fischerei (Committee on Forest Reservations and Game Protection).
Später kehrte er nach Abilene zurück, wo er in der Zeitungsbranche arbeitete. Er starb am 27. Februar 1923 in Los Angeles.